# Ања
Ања је женско име присутно међу словенским народима, у скандинавским земљама и Немачкој. У Србији је ово име изведено од имена Ана, а у поменутим земљама од облика Anna. У Русији има значење „милост божја”. Такође, ово име се користи као надимак у многим земљама, као што су Енглеска, Француска, Грчка, Италија...
Име Ања на старохебрејском значи „милост” („захвалност”).
Име Ања је хришћанско српско име које потиче од старохебрејског "Hannah" што значи милост и захвалност. У Грчкој има значење она која ће се поново родити 

## Популарност
У Словенији је од 2003. до 2005. ово име било међу првих двадесет по популарности, у Србији је у истом периоду било девето, у Швајцарској међу првих тридесет, а у Шведској је од 1999. до 2003. увек било међу првих двеста.

## Имендан
У Финској се имендан слави 22. октобра.